# Rödflammig tråding
Rödflammig tråding (Inocybe godeyi) är en svampart som beskrevs av Gillet 1874. Enligt Catalogue of Life ingår Rödflammig tråding i släktet Inocybe,  och familjen Inocybaceae, men enligt Dyntaxa är tillhörigheten istället släktet Inocybe,  och familjen Crepidotaceae. Arten är reproducerande i Sverige. Inga underarter finns listade i Catalogue of Life.